# 淳昌警察署
淳昌警察署（スンチャンけいさつしょ）は、全北地方警察庁所管の警察署である。

## 管轄区域
- 淳昌郡

## 沿革
- 1945年10月25日 - 開署
- 1984年12月28日 - 現在の庁舎が竣工。

## 組織
- 警務課
- 生活安全交通課
- 捜査課
- 情報保安課

## 管轄派出所
- 湳渓派出所
- 淳化派出所
- 赤城派出所
- 東界派出所
- 八徳派出所
- 双置派出所
- 福興派出所
- 亀林派出所

## 管轄治安センター
- 柳等治安センター
- 豊山治安センター
- 仁渓治安センター
- 防築治安センター
- 金果治安センター